# Guy Picciotto
Guy Picciotto est un musicien américain originaire de Washington D.C. né le 17 septembre 1965. Il est principalement connu pour sa participation en tant que chanteur et guitariste des groupes Fugazi et Rites of Spring.

## Carrière

### Rites of Spring et «Revolution Summer»
Guy Picciotto a été un compositeur et musicien très influent dans la musique undergound des décennies musicales 1990 à 2010. Ses premiers groupes tels que The Hostages, Popes, Vanguards et Insurrection, jouaient dans des fêtes, des caves, des feux de camps et autres rassemblements. Picciotto a été aussi membre du très exclusif D.O.D Dance of Death, un club social de Washington D.C. dont les membres étaient reconnus par leur style de danse dangereux et nihiliste (ex : se rouler par terre pendant que les autres slament).
Picciotto se fit connaître en 1985 avec le groupe Rites of Spring, réputé pour ses performances live cathartiques où ses membres détruisaient leurs instruments et se distinguaient par une combinaison étrange d'agression sonore, de sensibilité mélodique et d'une esthétique « Byronique ». Cette formule a reçu beaucoup de noms, et inspiré une multitude de groupes dans le monde entier.
Rites of Spring comptait parmi une petite poignée de groupes de Washington D.C. à faire partie du mouvement appelé « Revolution Summer » (Eté de la révolution), avec des groupes tels que Beefeater, Soulslide, Mission Impossible et Embrace.
« Revolution Summer » était un mouvement autocritique conçu pour réaffirmer l'esthétique et les objectifs politiques de ce qui était parfois appelé « punk ». La plupart de ces groupes étaient signés sur le label Dischord de Washington D.C.
Après la séparation de Rites of Spring, Picciotto forma plusieurs groupes à la suite avec plus ou moins les mêmes membres sous les noms de One Last Wish, Brief Weeds et Happy Go Licky.
Plus tard, Picciotto et son collaborateur de longue date Brendan Canty jouèrent ensemble dans Fugazi.

### Fugazi
Bien qu'il ne faisait pas partie de la formation originelle, Picciotto a rejoint le groupe très tôt dans sa carrière, il a chanté avec eux dès leur deuxième concert et il est présent sur tous les albums enregistrés par le groupe.
Depuis leur premier maxi Fugazi, Guy a été un des principaux compositeurs du groupe avec Ian MacKaye. Dès leur premier album studio, Repeater, Picciotto a pris en charge la deuxième guitare, une Rickenbacker très caractéristique avec un son chargé de « treble » qui lui permit de créer un espace sonore non couvert par celui plus gras et rythmique de MacKaye.
Après 7 albums (13 Songs, Repeater, Steady Diet of Nothing, In on the Kill Taker, Red Medicine, End Hits, The Argument) et plusieurs tournées, Fugazi a mis son activité en suspens.
Picciotto a récemment joué dans divers happenings, il a collaboré et joué avec Mats Gustafsson, Vic Chesnutt, Patti Smith, Tom Verlaine et les membres de the Ex entre autres. Il a aussi coproduit l'album à succès Standing in the Way of Control du groupe The Gossip. Il a aussi coproduit le film Chain avec Jem Cohen (en) (qui a fait le film sur Fugazi, Instrument).

### Autres projets
Le curriculum musical de Picciotto inclut d'autres groupes tels que One Last Wish (1986), Brief Weeds (disques à courte durée sorti entre 1991-1992) et The Black Light Panthers (auquel il participe de manière discontinue depuis 1982). Les deux derniers groupes sont des projets qu'il mène avec le batteur du groupe Fugazi, Brendan Canty. Il a aussi créé le label Peterbilt Records, qui a sorti une quantité limitée de disques vinyles pour les groupes Rain, Happy Go Licky et Deadline. Des années plus tard il a participé à l'enregistrement du CD 1986 avec One Last Wish signé sur le label Dischord. Il a aussi produit le dernier album de The Blood Brothers, Young Machetes et plusieurs albums du groupe Blonde Redhead dont notamment "Misery is a butterfly" sorti en 2004. Picciotto a joué dans les albums North Star Deserter (2007) et At the Cut (2009) de Vic Chesnutt.

## Discographie

### Rites of Spring
- Rites of Spring (1985)
- All Through a Life (EP) (1987)
- End on End (complete recordings) (1991)

### One Last Wish
- 1986 (1999)

### Happy Go Licky
- 12" (EP)(1988)
- Will Play (live Compilation) (1997)

### Black Light Panthers
- Peterbilt 12" 82-97 (1997)

### Brief Weeds
- A Very Generous Portrait 7" (1990)
- Songs of Innocence and Experience 7" (1992)

### Fugazi
- 13 Songs (septembre, 1989)
- Repeater (mars, 1990)
- Steady Diet of Nothing (août, 1991)
- In on the Kill Taker (mai, 1993)
- Red Medicine (juin, 1995)
- End Hits (avril, 1998)
- Instrument Soundtrack (1999)
- The Argument (octobre, 2001)